# Pandemia de COVID-19 nas Fiji
Este artigo documenta os impactos da pandemia de COVID-19 nas Fiji e pode não incluir todas as principais respostas e medidas contemporâneas.

## Linha do tempo
Em 3 de fevereiro, o governo das Fiji reforçou a segurança das fronteiras. As fronteiras foram fechadas para estrangeiros que estiveram na China continental dento de 14 dias da viagem prevista para Fiji. Medidas para manter um ambiente higiênico e rastrear pacientes doentes continuarão sendo tomadas em voos para minimizar riscos.
Em 7 de fevereiro, as Fiji estenderam sua proibição de viajar e anunciou que os viajantes da Itália, Irã e das cidades sul-coreanas de Daegu e Cheongdo seriam impedidos de entrar. A partir de 28 de fevereiro, todos os navios de cruzeiro que entraram nas Fiji foram obrigados a fazer os primeiros ancoradouros nos portos de Suva e Latouka, onde os passageiros foram submetidos a exames médicos e análise do histórico de viagem.
Em 15 de março, Frank Bainimarama, primeiro-ministro das Fiji, anunciou que, a partir de 16 de março, os navios de cruzeiro seriam proibidos de atracar em qualquer lugar das ilhas; eventos internacionais não seriam permitidos. Os demais ministros e funcionários do governo ficaram impedidos de viajar para o exterior.
Em 19 de março, as Fiji confirmaram seu primeiro caso, tratando-se de um cidadão fijiano de 27 anos e comissário de bordo da Fiji Airways. Ele chegou ao país de São Francisco, via Nadi, em 16 de março. Em 17 de março, viajou de Nadi para Auckland e retornou de Auckland a Nadi no mesmo dia. Seguidamente, foi internado no Hospital Latouka. Bainimarama anunciou uma extensão adicional da proibição de estrangeiros que estiveram presentes nos Estados Unidos, bem como em toda a Europa, incluindo o Reino Unido. Todos os viajantes que chegam ou retornam às Fiji de fora do país devem entrar em isolamento próprio por 14 dias.
Em 19 de março, todas as escolas e empresas de serviços não essenciais foram fechadas à meia-noite até um novo decreto; no entanto, bancos, supermercados, farmácias e empresas de insumos permanecerão abertas.
Em 20 de março, Rosy Akbar, ministra da Educação, Patrimônio e Artes, em consulta com o primeiro-ministro, anunciou que o período nacional de férias escolares, inicialmente agendado para 20 de abril a 1º de maio, seria antecipado de 23 de março a 3 de abril. A companhia aérea Fiji Airways suspendeu todos os voos internacionais até o final de maio, com exceção dos voos duas vezes por semana enter Cingapura e Nadi.